# Station Gidea Park
Gidea Park is een spoorwegstation van National Rail in Havering in Engeland. Het station is eigendom van Network Rail en wordt beheerd door Transport for London.

## Geschiedenis
Het station, gebouwd in een sleuf, werd op 1 december 1910 geopend als Squirrels Heath &Gidea Park op door de Great Eastern Railway aan de Great Eastern Main Line op 21,7 km ten oosten van Liverpool Street. Het station kreeg twee eilandperrons en daarmee vier sporen ondanks dat de lijn buiten het station slechts dubbelsporig was. Het stationsgebouw werd opgetrokken aan de zuidkant van de sleuf en met een loopbrug verbonden met de perrons en de noordkant van de sleuf. Boven de middelste sporen werd een seinhuis geplaatst dat het verkeer in het station regelde. Aan de oostzijde was een goederenoverslag en een bekolingsinstallatie aan de zuidkant van de sporen die een eigen seinhuis hadden. Vlak voorbij de goederenoverslag stond de "Romford Factory" die  tussen 1843 en 1847, toen de werkplaats bij Stratford gereed was, dienst deed als locomotiefwerkplaats voor de Eastern Counties Railway en daarna in gebruik bleef voor de productie en reparatie van huiven voor goederenwagens. De lijn door Romford en Gidea Park tot aan Shenfield werd in 1930 ook buiten het station viersporig om de capaciteit te verhogen en tegenover de goederenoverslag werden extra rijtuigsporen toegevoegd aan de noordkant van de lijn. De volgorde van woorden in de stationsnaam werd eind 1913 veranderd in Gidea Park & Squirrels Heath en het achtervoegsel "Squirrels Heath" werd in februari 1969 door British Rail geschrapt.
In de plannen van Crossrail werd Gidea Park opgenomen als onderdeel van de oosttak van hun Elizabeth line. De bouw van de Elizabeth line begon in 2008 en zou eind 2018 geopend worden. De Elizabeth line werd echter pas op 17 mei 2022 geopend, vooruitlopend hierop nam Transport for London (TfL) op 31 mei 2015 de diensten tussen Liverpool Street en Shenfield over onder de naam TfL Rail. In 2017 stroomden de treinstellen class 345 in en de perrons van Gidea Park werden daartoe verlengd van 184 meter tot 200 meter. De komst van de Elizabeth line betekende ook dat het station rolstoeltoegankelijk gemaakt werd vooral door het opknappen van de loopbrug en het plaatsen van liften tussen de brug en de perrons. 

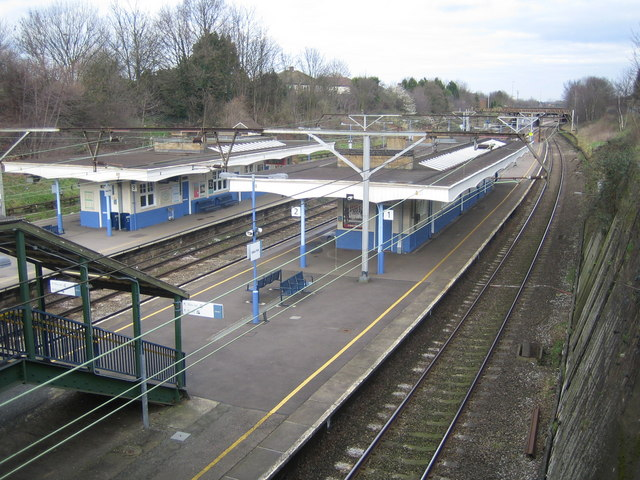
De perrons met wachtkamers in 2007
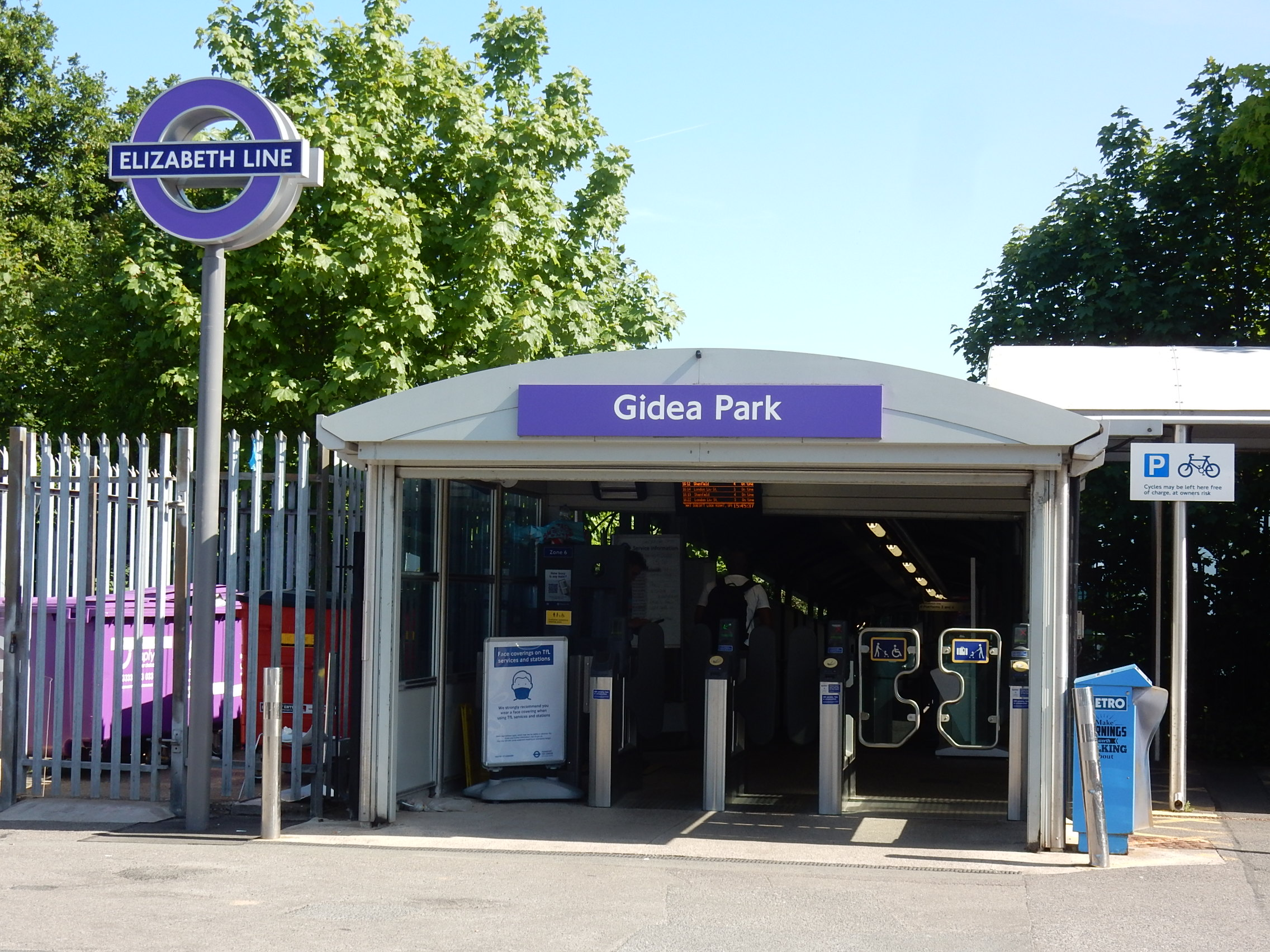
De noordelijke toegang tot de loopbrug op 14 mei 2022.
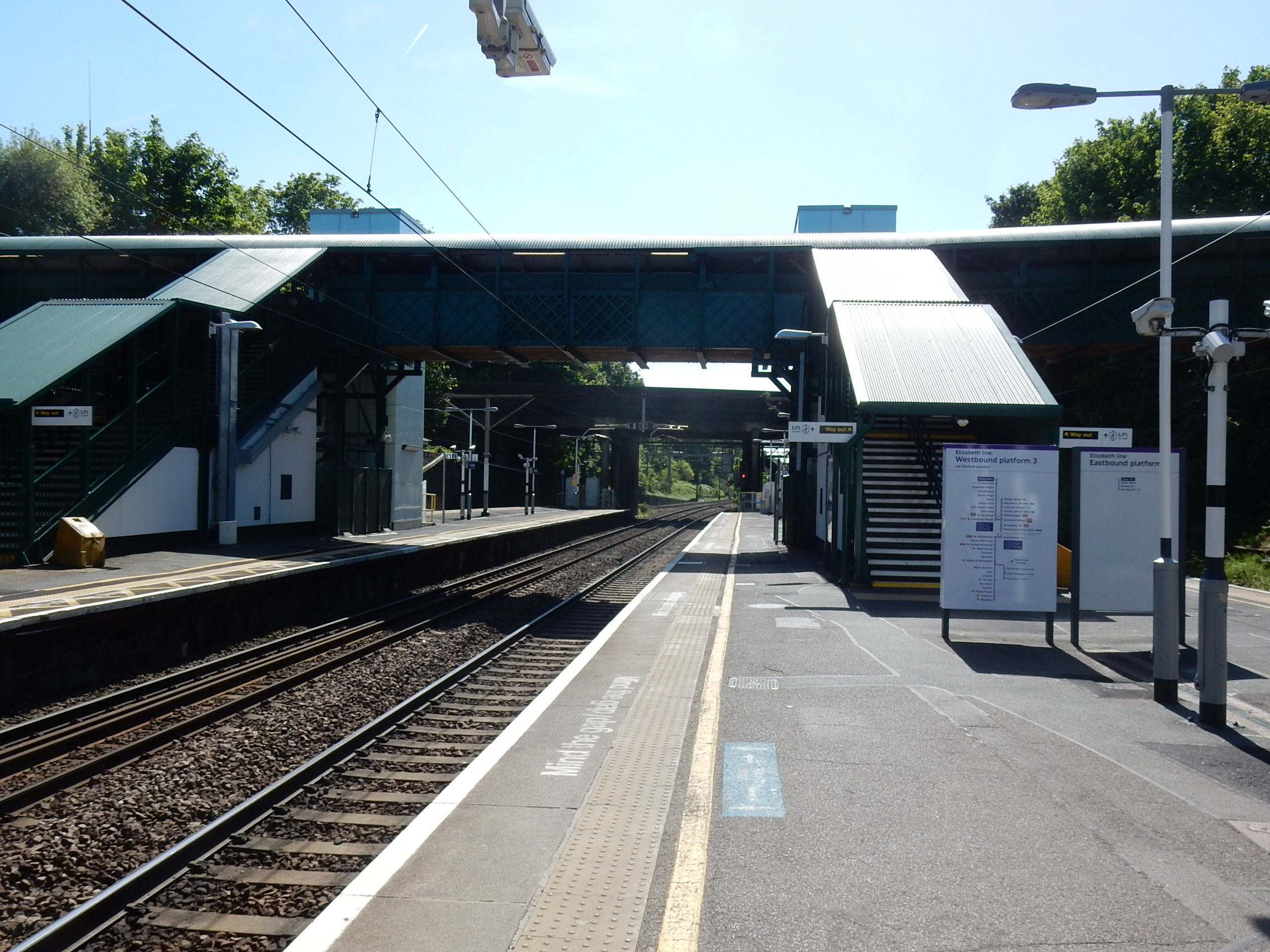
De opgeknapte loopbrug met liften op 14 mei 2022.

## Ongevallen en incidenten
Op 2 januari 1947 reed de sneltrein van Londen naar Peterborough in duisternis en dichte mist door een rood sein en botste achterop de stoptrein naar Southend Victoria die net was vertrokken uit Gidea Park. De sneltrein reed op het moment van de botsing 30 tot 35 mijl/uur waardoor de achterste drie rijtuigen van de stoptrein werden verwoest. Bij het ongeluk kwamen zeven mensen om het leven en 45 werden in het ziekenhuis opgenomen. Twee van de vier sporen door het station werden binnen twee uur heropend en de andere twee volgden de volgende dag.

## Reizigersdienst

### Elizabeth line
De reizigersdienst wordt sinds 24 mei 2022 verzorgd door de Elizabeth line met door de weeks acht en zondags zes ritten per uur in beide richtingen. Aanvankelijk moesten reizigers naar het westen overstappen in Liverpool Street om de reis voort te zetten, maar sinds 6 november 2022 rijden de treinen door tot Paddington via de tunnel tussen Stratford en Whitechapel, doorgaande ritten naar Reading respectievelijk Heathrow worden vanaf mei 2023 aangeboden. De treinen van Greater Anglia rijden het station in de normale dienst zonder stoppen voorbij.

### Busverbindingen
| Lijn | Route                                                                          |
| ---- | ------------------------------------------------------------------------------ |
| 294  | Havering Park - Collier Row - Romford - Gidea Park - Harold Wood - Harold Hill |
| 496  | Romford - Gidea Park - Harold Hill - Harold Park - Harold Wood                 |